# Manius Curius Dentatus

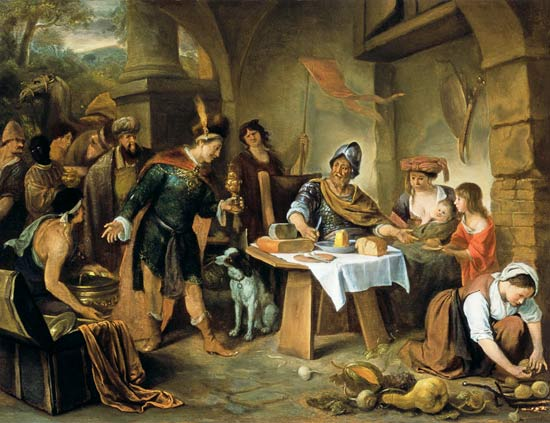
Manius Curius Dentatus och de samnitiska ambassadörerna av Jan Steen

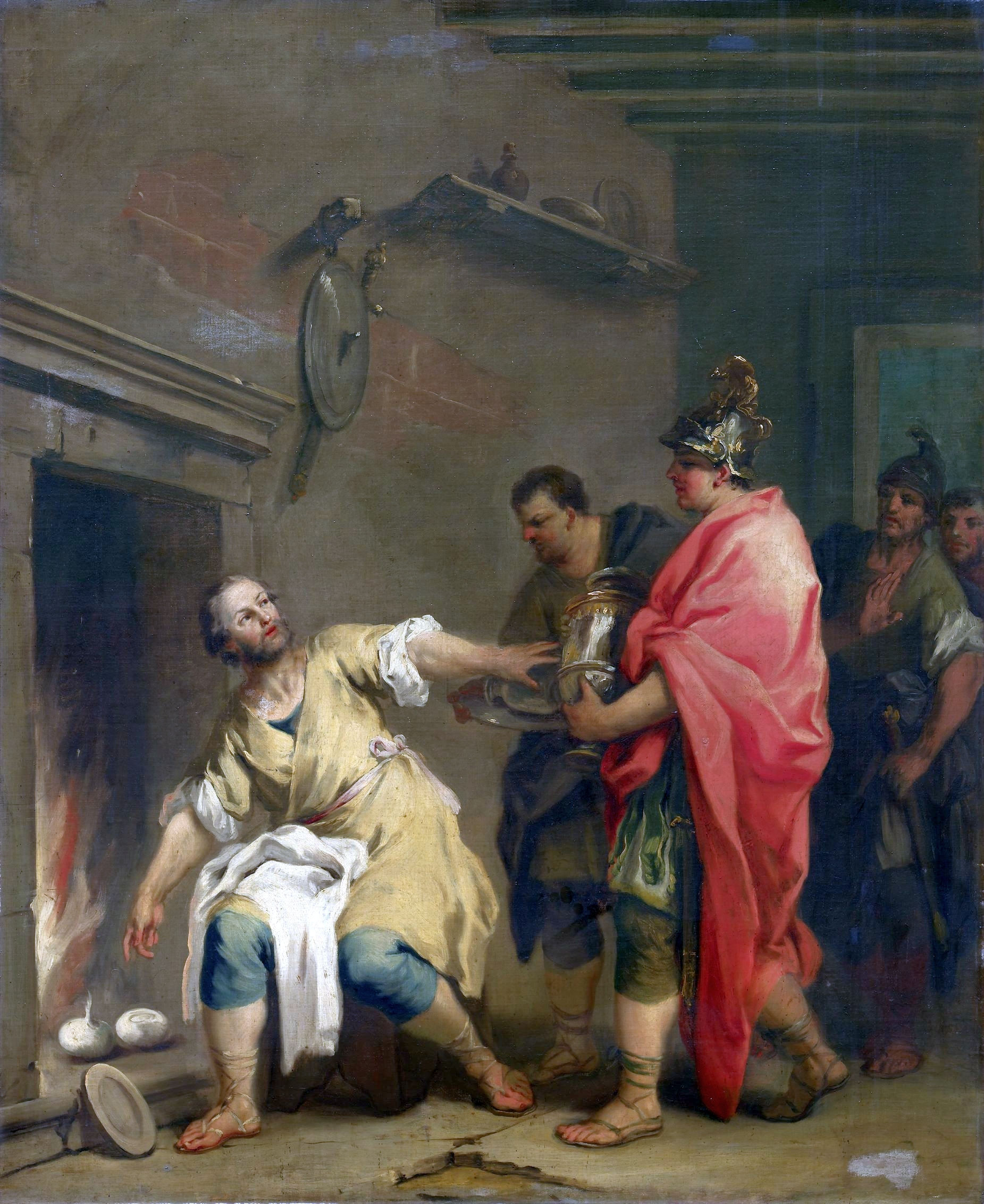
Manius Curius Dentatus föredrar sina majrovor framför dyrbara gåvor av Jacopo Amigoni

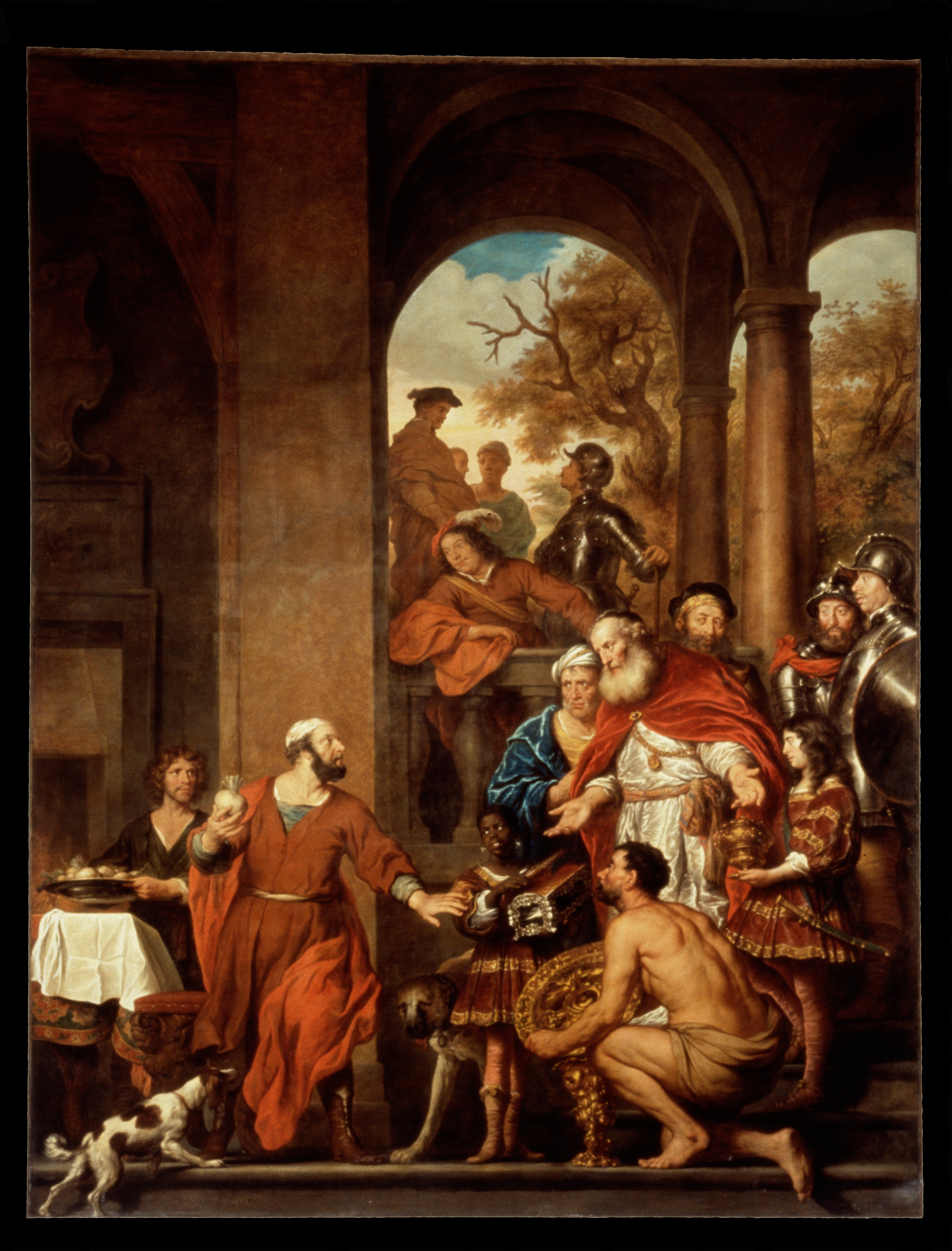
Den omutbare Manius Curius Dentatus av Govert Flinck 1656

Manius Curius Dentatus, död 270 f.Kr., var en romersk konsul under tre perioder och en plebejisk hjälte i Romerska republiken, berömd för att ha avslutat det samnitiska kriget. 

## Biografi
Manius Curius Dentatus ansågs ha fötts med tänder, varför han fick tillnamnet "Dentatus". Han var plebejisk tribun någon gång mellan 298 och 291 före Kristus. Som tribun hindrade han försök av interrex Appius Claudius Caecus att hålla plebejiska kandidater utanför konsulvalen. Han tjänstgjorde som konsul första gången från 290 före Kristus, varvid han besegrade både samniterna och sabinerna och firade två triumfer. Efter det att han återvände till Rom, påbörjade han omfattande allmännyttiga projekt, vilka bland annat innebar att Velinosjön delvis torrlades efter omläggning av floden Velino.
År 283, tog han över praetorämbetet efter Lucius Caecilius Metellus Denter, efter att den senare hade dödats i slaget vid Arretium. När han blev konsul igen 275 f.Kr. deltog han i det Pyrriska kriget, där han ställdes mot kung Pyrrhus i slaget vid Beneventum. Detta slag förlorade han, men det ledde ändå i förlängningen till att Pyrrhus drevs ut ur Italien. Som en följd av detta valdes han till konsul en tredje gång. År 272 var han censor och 270 valdes han till en av två kommissarieämbeten för att övervaka bygget av Anio Vetus, Roms andra akvedukt, vilket delvis finansierades av hans egen del av bytet efter segrarna. Han dog under genomförandet av detta projekt.
Manius Curious Dentatus ansågs ha varit omutbar och enkel. Det sägs om honom att när samniterna skickade ambassadörer till honom med dyrbara gåvor för att försöka påverka honom i sin sak, så träffade de på honom medan han rostade majrovor i spisen. Han vägrade ta emot gåvorna och sade att han föredrog att härska över dem som hade guld snarare än att äga guldet själv. Berättelsen kan ha hittats på av Cato den äldre, men har i vilket fall som helst inspirerat till ett flertal målningar av Jacopo Amigoni, Govert Flinck, Jan Steen och andra.